# جورج هيرلي
جورج هيرلي (بالإنجليزية: George Hurley)‏ هو موسيقي أمريكي، ولد في 4 سبتمبر 1958 في بروكتون في الولايات المتحدة.

## وصلات خارجية
- جورج هيرلي على موقع IMDb (الإنجليزية)
- جورج هيرلي على موقع ميوزك برينز (الإنجليزية)
- جورج هيرلي على موقع ديسكوغز (الإنجليزية)
- جورج هيرلي على موقع قاعدة بيانات الفيلم (الإنجليزية)